# River Deep – Mountain High
River Deep – Mountain High – piosenka wykonywana przez Tinę Turner i wydana w 1966 roku na singlu duetu Ike and Tina Turner.
Producentem muzycznym był Phil Spector, twórca tzw. „ściany dźwięku”. Technika ta, po raz pierwszy użyta przy okazji tego właśnie utworu, charakteryzowała się potężną masą brzmienia. Początkowo „River Deep – Mountain High” nie odniosła większego sukcesu na listach przebojów w USA. Doceniona została dopiero po wielu latach i uznana za klasykę muzyki rhythm and bluesowej.
Po piosenkę sięgało wielu znanych wykonawców, m.in. Deep Purple i Céline Dion, a w stałym repertuarze koncertowym samej Tiny utwór znajduje się do dziś. W 1968 Spector nagrał z Tiną całą płytę pod tym samym tytułem, firmowaną jednak przez duet Ike and Tina Turner, pomimo że Ike nie brał udziału w sesji nagraniowej.
W 2004 roku utwór został sklasyfikowany na 33. miejscu listy 500 utworów wszech czasów magazynu Rolling Stone.